# Валент (военный магистр)
Валент (лат. Valens) — западноримский политический деятель начала V века.
В 408—409 годах Валент занимал должность комита пеших доместиков. В 409 году он находился на посту магистра обеих армий Запада. В конце того же года Валент входил в состав посольства императора Гонория к узурпатору Приску Атталу.